# Oscar Scarione
Ezequiel Oscar Scarione (* 14. Juli 1985 in José C. Paz, Provinz Buenos Aires) ist ein argentinischer ehemaliger Fußballspieler.

## Karriere
Scarione begann seine Karriere bei den Boca Juniors und wurde 2005 in die 1. Mannschaft berufen, bevor er Anfang 2006 nach Ecuador zu Deportivo Cuenca gelangte. Er verließ dieses Team im Sommer 2006 und wechselte zum FC Thun in die Schweiz. Dort wurde er bis Ende 2008 für 55 Spiele aufgeboten und erzielte 13 Tore. Vom 8. Januar 2009 bis zum Abschluss der Rückrunde überließ man Scarione leihweise dem Super-League-Verein FC Luzern. Dort wurde er für 14 Ligaspiele aufgestellt und absolvierte zusätzlich die zwei Relegationsspiele gegen den FC Lugano, die der FC Luzern auch dank Scarione (der ein Tor erzielte) für sich entscheiden konnte. Ab der Saison 2009/10 spielte Scarione wieder beim FC Thun und erzielte 18 Toren in 28 Einsätzen. In der Winterpause 2010/11 wechselte Scarione für rund 150'000 Schweizer Franken zum Ligakonkurrenten FC St. Gallen. Mit St. Gallen stieg er Ende der Saison ab. Nach dem Wiederaufstieg im Sommer 2012 wurde er in der folgenden Saison Torschützenkönig der Raiffeisen Super League mit 21 Toren.
Ende Juni 2013 verließ Scarione die Schweiz und wechselte zum türkischen Erstligisten Kasımpaşa Istanbul. Bei diesem Verein erzielte er in 94 Erstligaspielen 40 Tore und wurde damit deutlichem Abstand der erfolgreichste Erstligatorschütze der Vereinsgeschichte.
Zur Saison 2016/17 wechselte er zum israelischen Verein Maccabi Tel Aviv. Nach 5 Toren in 18 Ligaspielen kehrte er mit seinem Wechsel zum Erstligaaufsteiger Göztepe Izmir zum Sommer 2017 wieder in die Türkei zurück. In der Wintertransferperiode 2018/19 wechselte er innerhalb der 1. türkischen Liga zu MKE Ankaragücü.